# Ван Дипенбек, Абрахам
Абрахам ван Дипенбек (нидерл. Abraham van Diepenbeeck, род. (крещён) 9 мая 1596 г. Хертогенбос — ум. 31 декабря 1675 г. Антверпен) — фламандский художник и график эпохи барокко, работал также красками по стеклу.

## Жизнь и творчество
Абрахам ван Дипенбек учился рисованию у своего отца, первоначально — росписи по стеклу. В 1629 году он приезжает в Антверпен и занимается здесь этим ремеслом. Затем он становится учеником и позднее — помощником П.— П. Рубенса. Среди работ ван Дипенбека того времени следует отметить серию из жизни св. Павла в антверпенской Доминиканской церкви. В 1646 году художник становится гражданином Антверпена, в 1638 году его принимают в гильдию святого Луки, объединявшую художников этого города, а в 1641 году он становится директором антверпенской Академии искусств.
Позднее он совершает путешествие в Италию, после чего начинает писать картины масляными красками и заниматься графическим иллюстрированием. В годы правления в Англии короля Карла I А. ван Дипенбек живёт и работает в этой стране и, среди прочего, пишет портреты Уильяма Кавендиша, первого герцога Ньюкасла и членов его семьи. По рисункам, сделанным художником, были созданы многочисленные гравюры по меди, в том числе и книжные иллюстрации.

## Галерея

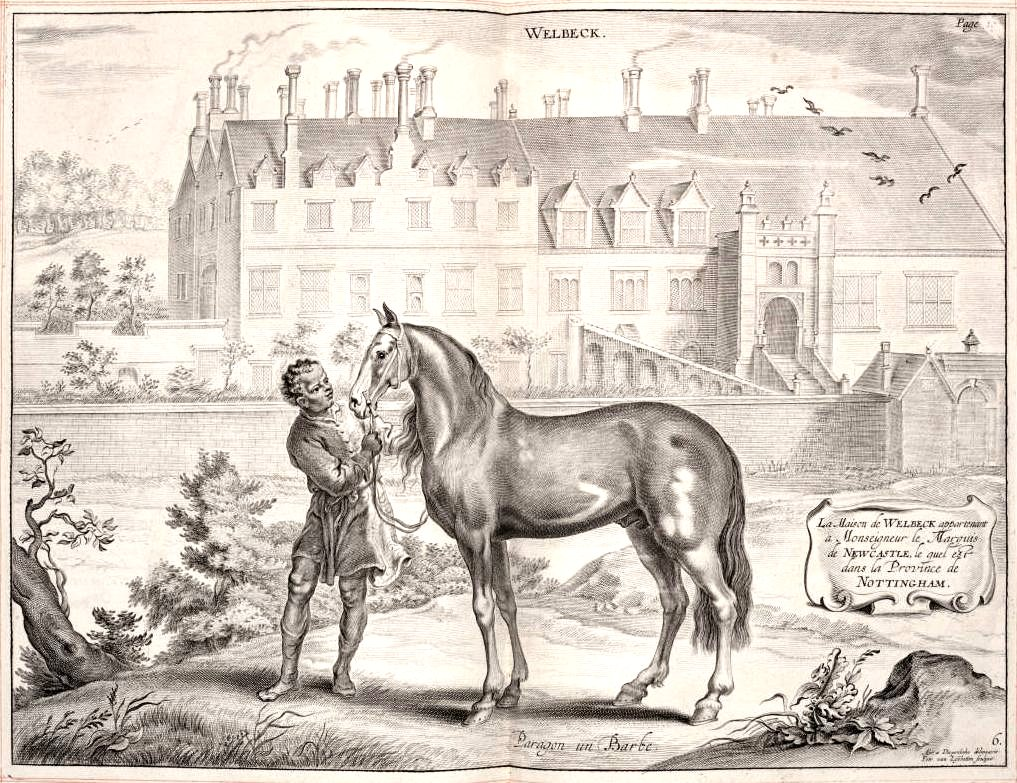
Рисунок-иллюстрация к книге герцога Ньюкаслского A general system of horsemanship in all its branches
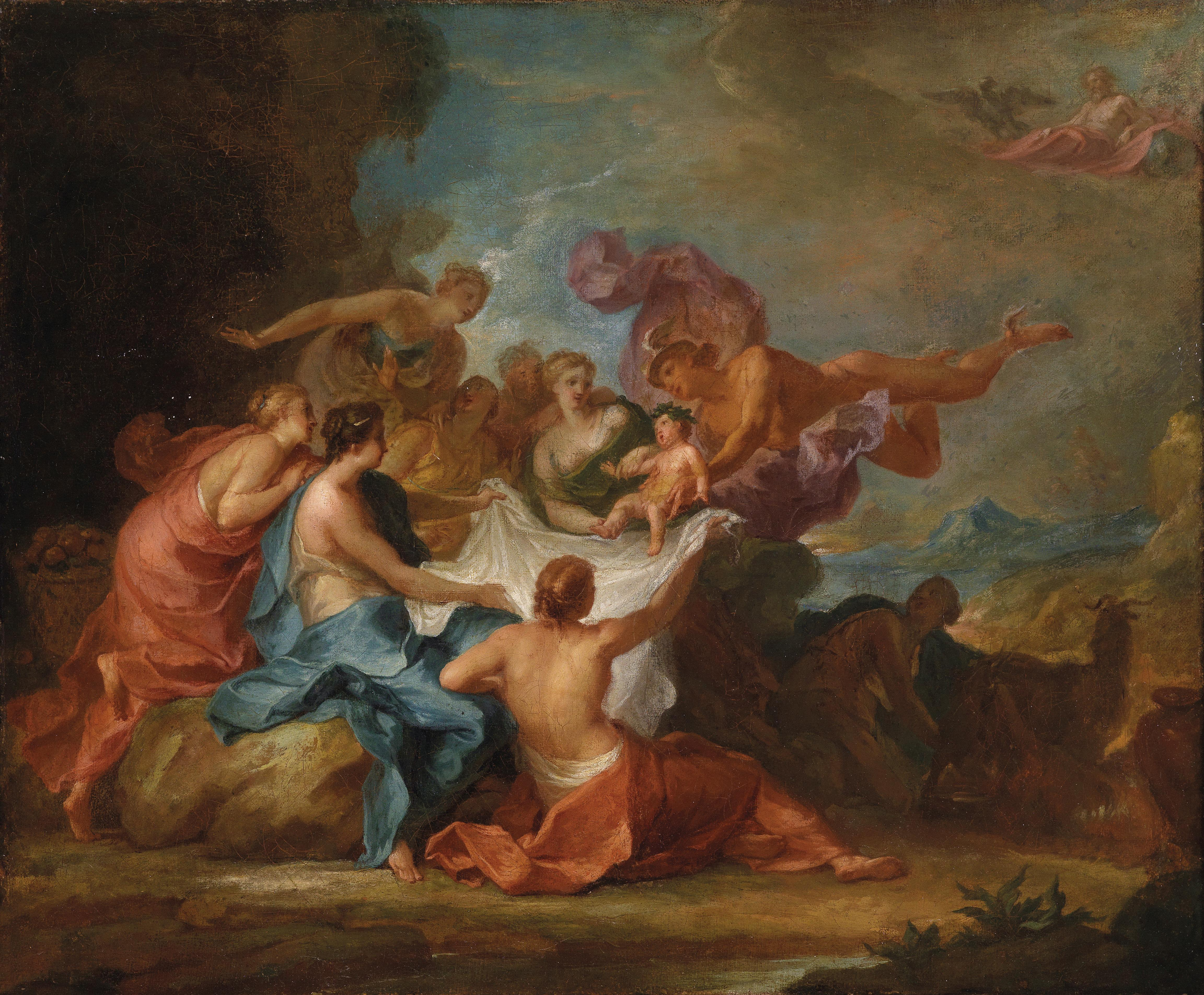
Воспитание юного Юпитера
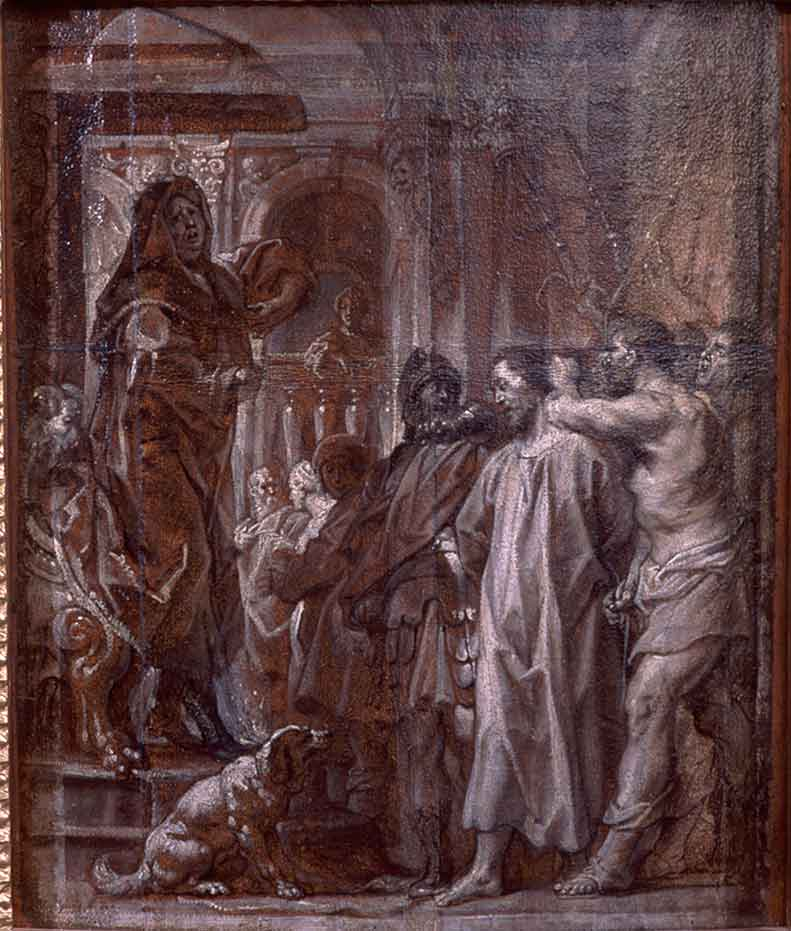
Христос перед Кайафой
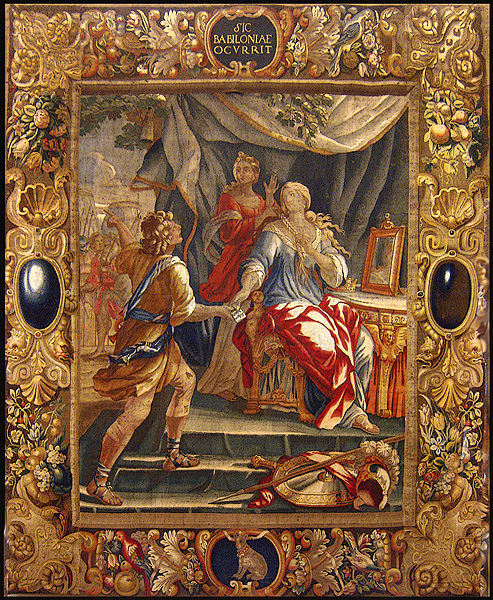
История о Семирамиде
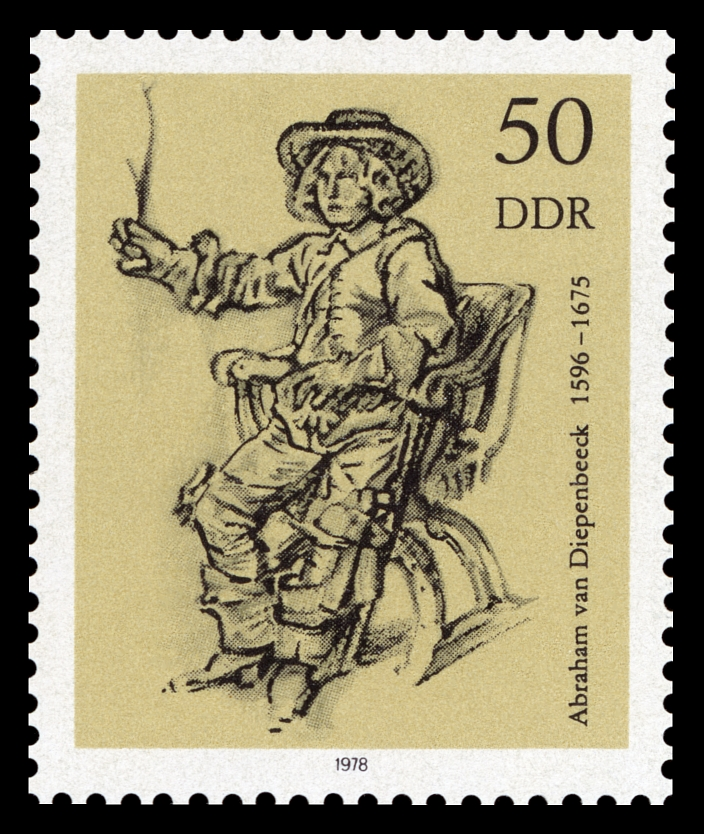
Почтовая марка ГДР (1978 года), посвящённая творчеству А.ван Дипенбека